# Under the Blade
Under the Blade è il primo album in studio della hard rock band statunitense Twisted Sister pubblicato il 18 settembre del 1982 per l'Etichetta discografica Secret Records.

## Tracce
1. What You Don't Know (Sure Can Hurt You) (Snider) 4:45
2. Bad Boys (Of Rock 'n' Roll) (Snider) 3:20
3. Run for Your Life (Snider) 3:27
4. Sin After Sin 3:23
5. Shoot 'Em Down (Snider) 3:53
6. Destroyer (Snider) 4:15
7. Under the Blade (Snider)4:40
8. Tear It Loose (Snider) 3:08
9. I'll Never Grow Up Now! (Snider) 4:08 (Ristampa 1985)
10. Day of the Rocker 5:02

## Lineup
- Dee Snider - Voce
- Jay Jay French - Chitarra
- Eddie "Fingers" Ojeda Chitarra
- Mark "The Animal" Mendoza - Basso
- A.J. Pero (Anthony Jude Pero) - Batteria

### Altri musicisti
- Eddie Clarke - Chitarra in Tear It Loose